# Дамаскін (Россов)
Дамаскін (Россов) (в миру Дмитро Россов або Русин; 1778, Тверська губернія — 31 липня 1855) - російський релігійний діяч ХІХ століття. З 1819 - єпископ Російської православної церкви (безпатріаршої) з титулом «архієпископ Тульський і Белевський». Походженням українець. 

## Біографія
Народився 1778 у Тверській губернії в сім'ї диякона, що емігрував на духовну службу до Московії. У біографічних замітках вказано, що Дамаскін «природою малоросіянин».
1793 вступив до Троїцької лаврської духовної семінарії, потім у Віфанській духовній семінарії.
1809 пострижений у ченці, призначений проповідником у Московську духовну академію. З 1812 соборний Ієромонах Олександро-Невської лаври, законовчитель Санкт-Петербурзького комерційного училища.
1814 - архімандрит Серпуховського Богородицького Висоцького монастиря. 

### Архієрейське служіння
14 грудня 1819 хіротонізований на єпископа Староруського, вікарія Новгородської єпархії РПЦ (синодальної).
1821, після смерті митрополита Санкт-Петербурзького Михаїла (Десницького), тимчасово керував Новгородською єпархією РПЦ. З 6 листопада 1821 - єпископ Тульський і Бєлевський РПЦ.
На Тульській катедрі синодальної церкви прослужив 30 років. Невтішну характеристику преосвященному Дамаскину дав єпископ Єнісейський і Красноярський Никодим (Казанцев): «Він залишив після своєї смерті скрині, наповнені срібними самоварами, тацями і грішми. А на воротях архієрейського будинку виявився надпис: "тут продавалися найкращі місця"».
1850 возведений у сан архієпископа і призначений у Петрозаводськ, до Карелії. Але від призначення відмовився і, відповідно до прохання, почислений на спокій.
Помер 1855. 